# Друх, Игорь Эдуардович
Игорь Эдуа́рдович Друх (род. 9 января 1966 года, Ленинград) — российский композитор, пианист.

## Биографические сведения
Родился в Ленинграде.
Окончил Санкт-Петербургскую консерваторию (1992) по классу композиции профессора А. Д. Мнацаканяна.
Пишет преимущественно камерную музыку. Многие сочинения Друха созданы по мотивам произведений живописи, архитектуры, скульптуры. Широко использует новейшие приёмы композиторской техники и звукоизвлечения (например, игру двумя смычками на виолончели).
Игорь Друх участвовал в международных мастер-курсах в Германии, Польше, Швеции, Голландии, России, проводимых известными отечественными и зарубежными композиторами (П. Х. Дитрих, Х. Лахенман, М. Копытман, Э. Денисов, С. Слонимский). Совместно с Э. Денисовым написал музыку к кинофильму «Царская охота» (реж. — А. Мельников).
Музыка Друха исполнялась на международных фестивалях современной музыки в Австрии, Бельгии, Голландии, Дании, Литве, Польше, США и в России. Игорь Друх выступает как пианист, в том числе в джазе, участвовал в международных джазовых фестивалях.(Клайпеда, 1989). Автор музыки к драматическим спектаклям (антреприза Миронова, Театр комедии), к цирковым представлениям.
В 1995 году получил Гран-При на конкурсе ЮНЕСКО в Париже (за «Фрески капеллы Скровеньи», сюиту для двух фортепиано по фрескам Джотто ди Бондоне). В 2007 году Игорь Друх стал лауреатом I премии Международного конкурса камерной музыки, объявленного ансамблем Millennium Chamber Players (Чикаго, США). Сотрудничает с камерными ансамблями и солистами: с ансамблем Бостонского университета «Alea» (Бостон, США), с Ensemble Alpha (Дания), со струнными квартетами «Mozarteum» (Зальцбург, Австрия), со струнным квартетом им. Н. А. Римского-Корсакова (Санкт-Петербург, Россия), с ансамблем «Musica da camera» (Санкт-Петербург, Россия), с ансамблем QuARTru (Санкт-Петербург, Россия), c ансамблем IN-TEMPORALIS... Дипломант VI(2012) и XVI (2022) и лауреат I премии VIII(2014) открытого всероссийского конкурса по композиции им. Андрея Петрова в номинации симфоническая музыка, лауреат II премии первого всероссийского конкурса по композиции им. Д. Д. Шостаковича (2015) в номинации камерная музыка. Лауреат 1 и 3 степени в двух номинациях  (музыка для ансамбля и музыка для инструмента соло) Первого всероссийского конкурса  AVANTI по композиции среди профессиональных композиторов  ( г.  Москва 2018  )  
Лауреат третьего конкурса Аванти по композиции ( III премия 2020год ) и лауреат четвертого конкурса Аванти по композиции (IIIпремия)(2022год) А также обладатель Премии имени Д.Д Шостаковича (2020год) за значительный вклад в развитие академических жанров инструментальной музыки.
Член Союза композиторов Санкт-Петербурга и России с 1995года 